# 高冈寿成
高岡壽成（日语：／ Takaoka Toshinari，1970年9月24日—），日本男子長跑運動員。他曾獲得1994年亞洲運動會男子10000米與5000米雙面金牌。現在是花王陸上競技部的監督，同時作為賽事評論員活動中。
他同時也是前馬拉松的日本紀錄保持人。

## 經歷
小學時期的高岡熱衷於棒球運動，到了中學時期才開始加入了田徑隊。在一年級的時候，田徑部的活動較為輕鬆悠閒，但當高岡升上二年級時，因為田徑隊換了新的教練，訓練氛圍變得非常嚴苛，讓他多次萌生了想要放棄的念頭。然而他始終全力投入訓練，直到畢業前都一直在田徑隊活動。

### 長跑運動員
上高中的時候都取得日本全國高校驛傳大會的資格，讓高岡確立田徑的志向。大學時因為想在箱根驛傳上場，最後進入龍谷大學。
真正讓高岡聲名大噪是在1994年。這一年6月的日本選手權大會中，他在5000米賽事中奪冠。比賽中，他與花田勝彦、平塚潤等選手展開了激烈的競爭。同年10月，在日本舉辦的廣島亞洲運動會上，作為男子長跑項目的代表參加了5000米和10000米比賽，並雙雙奪冠，獲得了兩枚金牌。
1996年6月的日本選手權大會男子10000米比賽中，他在剩下200米時還處於第4名，但隨後超越了平塚潤和渡邊康幸，並在最後的衝刺中擊敗了花田勝彦，奪得冠軍。同年7月，他入選了亞特蘭大奧運男子長跑項目的代表。然而在亞特蘭大奧運會的10000米比賽中最終在預賽止步。
四年後的2000年9月，他再次入選雪梨奧運男子長跑項目代表，連續兩次得到奧運國手資格。在雪梨奧運的10000米比賽中成功晉級決賽，決賽中最終以第7名的佳績完成比賽。而在5000米比賽中，他同樣通過了預賽，但在決賽中獲得第15名。
2001年，他在10000米比賽中打破了中山竹通保持的日本紀錄。之後，他從長跑轉戰馬拉松賽事。

### 馬拉松
2001年，高岡壽成參加了福岡國際馬拉松，這是他第一次參與馬拉松賽事，以2小時10分作收。隔年，他遠赴美國參加芝加哥馬拉松，獲得大會第三名的成績。而2：06：16的成績打破了日本紀錄（原紀錄是藤田敦史在2000年創下的2：06：51紀錄，快了35秒），直到15年後才被設樂悠太以2：06：11打破。
隨後他開始備戰雅典奧運男子馬拉松項目代表權，但在2003年的福岡國際馬拉松中敗給了国近友昭及諏訪利成，失去成為本次奧運國手的資格。2005年2月參加東京國際馬拉松，以獨走的成績取得第一次的馬拉松優勝。
但自此之後因難以在獲得亮眼卓越的成績，在2009年宣布退役，並擔任花王陸上競技部的監督一職至今。